# 11 Aquilae
11 Aquilae, som är stjärnans Flamsteed-beteckning, är en ensam stjärna belägen i den mellersta delen av stjärnbilden Örnen. Den har en högsta  skenbar magnitud på ca 5,22 och är svagt synlig för blotta ögat där ljusföroreningar ej förekommer. Baserat på parallaxmätning inom Hipparcosuppdraget på ca 20,7 mas, beräknas den befinna sig på ett avstånd på ca 158 ljusår (ca 48 parsek) från solen. Den rör sig bort från solen med en heliocentrisk radialhastighet av ca 14 km/s. På det beräknade avståndet minskar stjärnans skenbara magnitud med 0,33 enheter genom en skymningsfaktor orsakad av interstellärt stoft. 11 Aquilae har listats som tänkbar medlem i Ursa Major Moving Group, men tillhör troligen inte den föreningen.

## Egenskaper
11 Aquilae är en gul till vit stjärna i huvudserien av spektralklass F8 V. Den har en radie som är ca 3,7 solradier och utsänder ca 19 gånger mera energi än solen från dess fotosfär vid en effektiv temperatur av ca 6 100 K.
11 Aquilae är en misstänkt variabel, som varierar mellan visuell magnitud +5,22 och 5,30 utan någon fastställd periodicitet.